# آلبرشت یکم

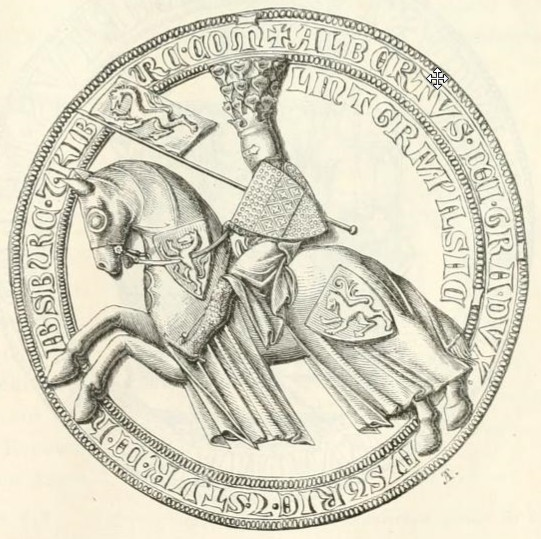
مهری از آلبرشت یکم

آلبرشت یکم(به آلمانی: Albrecht I)(زادهٔ ژوئیهٔ ۱۲۵۵- مرگ ۱ مهٔ ۱۳۰۸) پسر رودلف یکم و پادشاه آلمان و دوک اتریش بود.

## کارنامه
او که از دودمان هابسبورگ بود در زمان پادشاهی پدر بر کرسی فرمانروایی دوک‌نشین اتریش نشانده‌شد. کوشش‌های رودلف برای اینکه بتواند پسرش را به جانشینی خود برساند در زمان زندگی او به جایی نینجامید. امرای انتخاباتی آدولف را برای پادشاهی برگزیدند. اندکی پس از آن گروهی از شاهزادگان که از آدولف ناخرسند بودند آلبرشت را به شاهی برگزیدند و او بر پادشاه تازه شورید و زمینه‌های برپایی یک نظام پادشاهی موروثی را فراهم آورد. در جنگی که درگرفت آدولف کشته‌شد و در ۱۲۹۸ آلبرشت تاج شاهی بر سر نهاد.
از آنجا که پاپ بونیفاس هشتم وی را به رسمیت نشناخت، او تغییر سیاست داد و به فیلیپ چهارم پادشاه فرانسه نزدیک شد. در ۱۳۰۳ پاپ سرانجام وی را به رسمیت شناخت و آلبرشت از فرانسه فاصله گرفت.
آلبرشت به دست برادرزاده‌اش یوهان کشته‌شد.